# Marvin Spielmann
Pour les articles homonymes, voir Spielmann.
Marvin Spielmann, né le 23 février 1996 à Olten, est un footballeur helvético-congolais qui évolue au poste de milieu de terrain au FC Lausanne-Sport.

## Biographie
Né le 23 février 1996 à Olten d’une mère congolaise ayant émigré en Suisse à l’âge de 20 ans et d’un père suisse, Marvin Spielmann commence le football dans le club du FC Dulliken à l’âge de six ans. Lorsqu’il a sept ans, ses parents se séparent et Spielmann reste vivre avec son père à Olten, alors que sa mère déménage quelques années plus tard à Paris.
À neuf ans, il est invité à intégrer le Team Aargau, organisation regroupant les sections juniors du FC Aarau, du FC Baden et du FC Wohlen. Alors qu’il joue encore avec les moins de 18 ans de cette organisation, il est prêté, au cours de la saison 2013-2014, au FC Baden, alors pensionnaire de première ligue. Au terme de cette saison, il signe son premier contrat professionnel avec le FC Aarau, mais est à nouveau prêté une saison à Baden.
De retour au FC Aarau, en deuxième division, il joue dix-sept matchs de championnat et inscrit trois buts au cours de l’automne, avant d’être transféré au FC Wil, lui aussi pensionnaire de Challenge League, avec qui il termine au troisième rang, soit une place devant son ancien club. Durant l’automne 2016, il est appelé pour la première fois par Heinz Moser pour jouer dans l’équipe de Suisse des moins de 21 ans.
En février 2017, il rejoint le FC Thoune, en Super League et découvre le haut niveau,. Au cours de sa première saison complète en première division, il joue 34 matchs de championnat, marquant treize buts.
Il est arrivé dans le club de la capitale : le BSC Young Boys durant l'été 2019 provenance du FC Thoune,.
Le 12 janvier 2022, il quitte le BSC Young Boys et signe au FC Lausanne-Sport (il jouera avec le n°33) pour un contrat finissant fin juin 2024,. En février 2023, le Lausanne-Sport annonce son prêt pour les six prochains mois. Le Neuchâtel Xamax FCS annonce l’arrivée du joueur.

## Statistiques
| Saison                | Club                  | Championnat           | Championnat | Championnat | Coupe(s) nationale(s) | Coupe(s) nationale(s) | Total | Total |
| Saison                | Club                  | Division              | M.          | B.          | M.                    | B.                    | M.    | B.    |
| 2013-2014             | FC Baden (prêt)       | 1re ligue             | 11          | 3           | 1                     | 0                     | 12    | 3     |
| 2014-2015             | FC Baden (prêt)       | 1re ligue             | 28          | 15          | 1                     | 0                     | 29    | 15    |
| Sous-total            | Sous-total            | Sous-total            | 39          | 18          | 2                     | 0                     | 41    | 18    |
| 2015-2016             | FC Aarau              | Challenge League      | 17          | 3           | 4                     | 3                     | 21    | 6     |
| Sous-total            | Sous-total            | Sous-total            | 17          | 3           | 4                     | 3                     | 21    | 6     |
| 2015-2016             | FC Wil                | Challenge League      | 8           | 1           | -                     | -                     | 8     | 1     |
| 2016-2017             | FC Wil                | Challenge League      | 11          | 1           | 1                     | 0                     | 12    | 1     |
| Sous-total            | Sous-total            | Sous-total            | 19          | 2           | 1                     | 0                     | 20    | 2     |
| 2016-2017             | FC Thoune             | Super League          | 11          | 0           | -                     | -                     | 11    | 0     |
| 2017-2018             | FC Thoune             | Super League          | 34          | 13          | 4                     | 1                     | 38    | 14    |
| 2018-2019             | FC Thoune             | Super League          | 21          | 10          | 2                     | 0                     | 23    | 10    |
| Sous-total            | Sous-total            | Sous-total            | 66          | 23          | 6                     | 1                     | 72    | 24    |
| Total sur la carrière | Total sur la carrière | Total sur la carrière | 141         | 46          | 13                    | 4                     | 154   | 50    |